# Käthe Köhler
Käthe Köhler (Amburgo, 10 novembre 1913 – ...) è stata una tuffatrice tedesca.

## Carriera
Ha rappresentato la Germania ai Giochi olimpici di Berlino 1936, vincendo una medaglia di bronzo.

## Palmarès
- Giochi olimpici

Berlino 1936: bronzo nella piattaforma 10 m.